# Deep Silent Complete
"Deep Silent Complete" é uma canção da banda finlandesa de metal sinfônico Nightwish, lançada como primeiro e único single do álbum Wishmaster em 31 de julho de 2000 através da Spinefarm Records.

## Produção e lançamento
A canção cujo é dedicada aos oceanos e contém alguns versos escritos por William Shakespeare, foi gravada nos estúdios Caverock e Finnvox, localizados na cidades finlandesas de Kitee e Helsinque, respectivamente, entre janeiro e março de 2000 durante as sessões de gravação do álbum Wishmaster, sendo lançada como single no formato de CD em 31 de julho de 2000. Foi também incluído no material uma versão alternativa de "Sleepwalker", que integrou a edição japonesa de Wishmaster e foi previamente apresentada ao vivo pela banda no Festival Eurovisão da Canção em 2000.
"Deep Silent Complete" foi certificado com Disco de Ouro na Finlândia por mais de cinco mil cópias comercializadas, além de debutar em terceiro lugar nas paradas finlandesas.

## Faixas
| N.º            | Título                                         | Letras            | Música         | Duração |  |
| 1.             | "Deep Silent Complete"                         | Tuomas Holopainen | Holopainen     | 3:57    |  |
| 2.             | "Sleepwalker" (versão previamente não-lançada) | Holopainen        | Holopainen     | 3:10    |  |
| Duração total: | Duração total:                                 | Duração total:    | Duração total: | 7:07    |  |

## Desempenho comercial
| Paradas (2000)                      | Melhor posição |
| ----------------------------------- | -------------- |
| Finlândia (Suomen virallinen lista) | 3              |

| Região                        | Certificação |
| ----------------------------- | ------------ |
| Finlândia (Musiikkituottajat) | Ouro         |

## Créditos
Os créditos foram adaptados do encarte do single "Deep Silent Complete".
Banda
- Tuomas Holopainen – teclado
- Emppu Vuorinen – guitarra
- Tarja Turunen – vocais
- Jukka Nevalainen – bateria
- Sami Vänskä – baixo

Equipe técnica
- Mikko Karmila – gravação, engenharia
- Tero Kinnunen – arranjo, gravação, engenharia, produção